# Leif Sinding
Leif Sinding, född 19 november 1895 i Oslo, död 19 maj 1985, var en norsk regissör och manusförfattare. Han var gift med skådespelaren Ellen Sinding.

## Filmografi

### Regi i urval
- 1925 – Himmeluret
- 1926 – Vägarnas kung
- 1927 – Fjeldeventyret
- 1927 – Sju dagar för Elisabeth
- 1932 – Fantegutten
- 1936 – Morderen uten ansikt
- 1936 – Vi vil oss et land...
- 1937 – Ungt blod
- 1938 – Eli Sjursdotter
- 1939 – De värnlösa
- 1940 – Tante Pose
- 1941 – Den kärleken, den kärleken! (norsk titel Vennskap og kjærlighet)[4]
- 1943 – Sangen til livet
- 1954 – Heksenetter
- 1956 – Gylne ungdom

### Filmmanus i urval
- 1925 – Himmeluret
- 1926 – Vägarnas kung
- 1927 – Fjeldeventyret
- 1932 – Fantegutten
- 1933 – Jeppe på bjerget
- 1936 – Morderen uten ansikt
- 1937 – Ungt blod
- 1939 – De värnlösa
- 1940 – Tante Pose
- 1943 – Sangen til livet
- 1953 – Selkvinnen
- 1954 – Heksenetter
- 1956 – Gylne ungdom

### Skådespelare
- 1917 – De forældreløse (advokat)